# 2 de agosto
El 2 de agosto es el 214.º (ducentésimo decimocuarto) día del año en el calendario gregoriano y el 215.º (ducentésimo decimoquinto) en los años bisiestos. Quedan 151 días para finalizar el año.

## Acontecimientos
- 519 a. C. (más posiblemente el 8 de agosto): en Henan (China) un terremoto de magnitud 5,5 en la escala sismológica de Richter (intensidad VII) deja «algunos» muertos.
- 338 a. C.: cerca de la ciudad griega de Queronea (Beocia), el rey Filipo II de Macedonia vence a las polis griegas de Atenas y Tebas en la batalla de Queronea.
- 216 a. C.: Aníbal Barca derrota al ejército de la Antigua república romana en la Batalla de Cannas.
- 49 a. C.: el ejército de Pompeyo se rinde a Julio César tras la batalla de Ilerda.
- 47 a. C.: Julio César, tras vencer en la batalla de Zela a Farnaces II del Ponto, sentenció la célebre máxima «veni, vidi, vici» (‘vine, vi, vencí’).
- 320: en la ciudad de Iajchilán, a orillas del río Usumacinta (actual frontera entre México y Guatemala) en la península de Yucatán, se convierte en rey el maya Iat-Balam, quien será fundador de una larga dinastía.
- 932: Tras un asedio de dos años, la ciudad de Toledo se rinde a las fuerzas del califa de Córdoba Abderramán III, suponiendo una victoria importante en su campaña de sometimiento de la Marca Media.
- 1385: en Pamplona se celebra la primera corrida de toros. Un cristiano y un moro, llegados de Zaragoza, lidian y matan dos toros en presencia del rey Carlos II de Navarra.
- 1483: en Roma, el papa Sixto IV nombra por bula a fray Tomás de Torquemada inquisidor general de Castilla y León, cargo que haría extensivo a Aragón, Cataluña y Valencia por bula de 17 de octubre del mismo año, y que le convertiría en el primer inquisidor general para toda España.
- 1498: en Venezuela ―en el marco del descubrimiento y conquista de América― Cristóbal Colón entra en el golfo de Paria y es el primer europeo en avistar América del Sur.
- 1597: en Barcelona se inaugura la Casa de las Comedias, primer teatro de esa ciudad.
- 1610: en Canadá, Henry Hudson navega por las aguas de la actualmente llamada bahía de Hudson; sin embargo, piensa haber logrado atravesar el paso del Noroeste hasta llegar al océano Pacífico.
- 1635: en Costa Rica, una mujer llamada Juana Pereira halla la estatuilla de Nuestra Señora de los Ángeles, que se convertirá en «patrona» de ese país.
- 1704: en el estrecho de Gibraltar ―en el marco de la Guerra de Sucesión española―, la escuadra anglo-neerlandesa, mandada por el contralmirante George Rooke, comienza el asedio de Gibraltar.
- 1718: Reino Unido, Países Bajos, Francia y Austria  firman la Cuádruple Alianza, para frenar la ambición expansionista de España y mantener el statu quo de los tratados de Utrecht y Radstadt.
- 1776: se llevó a cabo la firma de la Declaración de Independencia de los Estados Unidos.
- 1790: se lleva a cabo el primer censo de los Estados Unidos.
- 1810: en Quito (Ecuador) ―en el marco de la independencia de ese país contra España― sucede la Matanza de los Héroes.
- 1828: en Bolivia, Antonio José de Sucre renuncia a la presidencia.
- 1845: en Alemania, el médico Rudolf Virchow menciona por primera vez su descubrimiento de la embolia.
- 1872: en Lima (Perú), asume la Presidencia de la República, Manuel Pardo y Lavalle.
- 1880: en México se funda la Heroica Nogales en el estado de Sonora, gracias a la llegada del ferrocarril.
- 1914: en Francia, tiene lugar la escaramuza de Joncherey, primer enfrentamiento bélico de la Primera Guerra Mundial en el Frente Occidental.
- 1926: el astrónomo Karl Wilhelm Reinmuth descubre el asteroide Aethusa (1064).
- 1931: en Cataluña, el pueblo aprueba en referéndum el Estatuto de Autonomía.
- 1934: en Alemania, Adolf Hitler asume la presidencia, fusionando los cargos de presidente y canciller.
- 1945: termina la Conferencia de Potsdam.
- 1948: en Durango (México) se funda el Instituto Tecnológico de Durango.
- 1953: en Bolivia se da inicio a la reforma agraria y se declara el Día del Indio.
- 1961: en la aldea Rangel, cerca de la ciudad de San Cristóbal (Cuba), el bandido Ruperto Monet Martel, perteneciente a la banda de Pedro Celestino Sánchez Figueredo ―en el marco de los ataques terroristas organizados por la CIA estadounidense― asesinan al miliciano Modesto Serrano.
- 1962: en Vietnam comienza la escalada de la intervención estadounidense en el país, que llevará a la guerra de Vietnam (en la que Estados Unidos será vencido tras una década de lucha).
- 1968: en España, la banda terrorista ETA se cobra su primera víctima: Melitón Manzanas, jefe de la Brigada de Investigación Social de la comisaría de San Sebastián.
- 1971:   El comandante David Scott de la misión Apolo 15 realiza su célebre experimento en la superficie lunar dejando caer un martillo de geólogo y una pluma de halcón, y ambos tocan la superficie al mismo tiempo. Una simple y brillante demostración del principio de caída libre, postulado por Galileo Galilei 330 años antes, que establece que en el vacío, la aceleración de la gravedad es la misma para todos los objetos, independientemente de su masa.
- 1975: en España, la banda terrorista GRAPO perpetra su primer asesinato oficial: Casimiro Sánchez García, miembro de la Guardia Civil.
- 1980: en la estación ferroviaria de Bolonia (Italia) una banda terrorista perpetra la Matanza de Bolonia, que deja 85 muertos y más de 200 heridos.
- 1984: a las 7:00 (hora local), a 334 m de profundidad en el Área de pruebas atómicas de Nevada, Estados Unidos detona su bomba atómica Correo, de 10 kt. Es la n.º 1015 de las 1129 bombas que explotó Estados Unidos entre 1945 y 1992.
- 1985: en Dallas (Texas) se accidenta un avión Lockheed L-1011 de Delta Air Lines; mueren 137 personas.
- 1988: en Washington (Estados Unidos), el vicepresidente George H. W. Bush (padre) afirma en una conferencia de prensa: «No me importa lo que digan los hechos: nunca pediré disculpas por Estados Unidos», en referencia al incidente ocurrido un mes antes (3 de julio de 1988), en que el crucero estadounidense Vincennes derribó con un misil al avión civil Airbus A-300 iraní, matando a sus 290 ocupantes.[1]
- 1990: Irak invade el emirato de Kuwait. El Consejo de Seguridad de la ONU condena la invasión.
- 1993: en México, el Grupo Salinas inaugura el canal TV Azteca (antes Imevisión).
- 1996: en los Juegos Olímpicos de Atlanta, el conjunto español de gimnasia rítmica integrado por Marta Baldó, Nuria Cabanillas, Estela Giménez, Lorena Guréndez, Tania Lamarca y Estíbaliz Martínez, obtiene la primera medalla de oro olímpica para la gimnasia española. A su llegada a España, los medios de comunicación las bautizaron como las Niñas de Oro.
- 1998: en la ciudad de Goma (República Democrática del Congo), un motín provocado por banyamulenges da inicio a la Segunda Guerra Regional.
- 2005: en el Aeropuerto Internacional Toronto Pearson, el Vuelo 358 de Air France se accidenta al salirse de la pista 24L. No fallece ninguno de los 295 pasajeros.

- 2019: En Puerto Rico, Ricardo Rossello abandona la Forteleza , Pedro Pierluissi juramenta como gobernador, pero esa juramentacion será impugnada y tendrá que abandonar su cargo el 7 de agosto.
- 2020: los astronautas Robert Behnken y Douglas Hurley regresan al planeta Tierra después de la histórica misión de SpaceX y la NASA en la Estación Espacial Internacional.
- 2022: en Argentina, Cecilia Moreau es electa como presidenta de la Cámara de Diputados de la Nación Argentina, siendo la primera mujer en desempeñarse al frente de esa institución.
- 2023: en la Ciudad de México, una mujer es asesinada en la estación Hidalgo de la Línea 2 del Metro, luego de ser arrojada a la vías (en dirección Tasqueña), por un hombre que también, se arrojó a las vías y falleció tras recibir ambos el impacto de un tren modelo NM-02.

## Nacimientos
- 1373: Adolfo I de Cléveris, noble alemán (f. 1448).
- 1425: Juan II de Lorena, duque de Lorena entre 1453 y 1470 (f. 1470).
- 1455: Juan Cicerón de Brandeburgo, elector de Brandeburgo entre 1486 y 1499 (f. 1499).
- 1530: Teotónio de Braganza, noble y religioso portugués (f. 1602).
- 1533: Theodor Zwinger, médico y científico suizo (f. 1588).
- 1598: Andrea Cantelmo, militar italiano al servicio de la corona española (f. 1645).
- 1602: Gaspar Alonso, aristócrata español (f. 1664).
- 1612: Saskia van Uylenburgh, aristócrata neerlandesa, esposa de Rembrandt (f. 1642).
- 1627: Samuel van Hoogstraten, pintor neerlandés (f. 1678).
- 1672: Johann Jakob Scheuchzer, médico y naturalista suizo (f. 1733).
- 1674: Felipe de Orleans, aristócrata francés (f. 1723).
- 1684: Sofía de Sajonia-Weissenfels, noble alemana (f. 1752).
- 1696: Mahmud I, sultán otomano (f. 1754).
- 1702: Dietrich de Anhalt-Dessau, noble y militar alemán (f. 1769).
- 1703: Lorenzo Ricci, teólogo y sacerdote jesuita (f. 1755).
- 1745: Pierre Charles L'Enfant, arquitecto y urbanista estadounidense (f. 1825).
- 1755: Jan Henryk Dąbrowski, general polaco (f. 1818).
- 1766: Louis Delgrès, militar martiniqueño (f. 1802).
- 1773: Joaquín de Cayzedo, fue un militar y político que lideró la Junta extraordinaria de Santiago de Cali, la segunda Junta de gobierno creada en la Virreinato de Nueva Granada, actual Colombia.  (f. 1813).
- 1775: José Ángel Lamas, compositor venezolano, uno de los representantes más importantes de la música clásica en Venezuela.
- 1776: Friedrich Stromeyer, químico alemán (f. 1835).
- 1788: Leopold Gmelin, químico alemán (f. 1853).
- 1798: Luis Fernández de Córdova, militar, político y diplomático español (f. 1840).
- 1802: Nicholas Patrick Wiseman, sacerdote británico (f. 1865).
- 1815: Adolf Friedrich von Schack, escritor alemán (f. 1894).
- 1820: John Tyndall, físico irlandés (f. 1893).
- 1821: Mariano Castillo y Ocsiero, astrólogo español, autor del Calendario zaragozano (f. 1875).
- 1824: Francisca Carolina de Braganza, aristócrata brasileña (f. 1898).
- 1824: Andreas Kornhuber, naturalista y paleontólogo austriaco (f. 1905).
- 1827: Manuel Pavía, militar español (f. 1895).
- 1834: Frédéric Auguste Bartholdi, escultor francés (f. 1904).
- 1835: Elisha Gray, inventor estadounidense (f. 1901).
- 1838: Karl Otto von Seemen, horticultor, y botánico alemán (f. 1910).
- 1840: Rafael Almansa, sacerdote colombiano (f. 1927).
- 1840: José María del Canto Arteaga, militar chileno (f. 1925).
- 1842: Francisco Needham, conde de Kilmorey, aristócrata británico (f. 1915).
- 1846: Lucy Clifford, escritora, dramaturga y periodista inglesa (f. 1929).
- 1849: María Pía de Borbón-Dos Sicilias, princesa de las Dos Sicilias  (f. 1882).
- 1853: Harrington Emerson, empresario estadounidense (f. 1931).
- 1854: F. Marion Crawford, escritor estadounidense (f. 1909).
- 1854: María de Sajonia-Altenburgo, princesa prusiana (f. 1898).
- 1857: Friedrich Hanssen, filólogo y lingüista alemán (f. 1919).
- 1858: Augusto Czartoryski, sacerdote salesiano francés (f. 1893).
- 1858: Emma de Waldeck-Pyrmont, aristócrata neerlandesa, esposa del rey Guillermo III de los Países Bajos (f. 1934).
- 1865: Irving Babbitt, académico y crítico literario estadounidense (f. 1933).
- 1866: Adrien de Gerlache de Gomery, explorador belga (f. 1934).
- 1868: Constantino I de Grecia, aristócrata y rey griego (f. 1923).
- 1878: Ingeborg de Dinamarca, aristócrata danesa (f. 1958).
- 1879: Armandina Pogetti, farmacéutica argentina (f. 1972).
- 1880: Arthur Garfield Dove, pintor estadounidense (f. 1946).
- 1882: Juan Cabré, arqueólogo español (f. 1947).
- 1884: Rómulo Gallegos, escritor y político venezolano (f. 1969).
- 1886: José Ortiz Echagüe, ingeniero, piloto y fotógrafo español (f. 1980).
- 1887: Heinrich Danckelmann, general alemán (f. 1947).
- 1891: Arthur Bliss, compositor británico (f. 1975)
- 1892: Jack Warner, productor de cine y empresario canadiense (f. 1978).
- 1894: Curt Backeberg, horticultor alemán (f. 1966).
- 1894: Berta Lutz, naturalista, zoóloga y feminista brasileña (f. 1976).
- 1896: Lorenzo Herrera, cantante y compositor venezolano (f. 1960).
- 1896: Natty Dominique, músico de jazz estadounidense (f. 1982).
- 1897: Philippe Soupault, poeta, novelista, crítico y político francés (f. 1990).
- 1898: Glenn Tryon, cineasta estadounidense (f. 1970).
- 1899: Mario Untersteiner, filólogo clásico e historiador de la filosofía italiano (f. 1981).
- 1900: Werner Haase, cirujano y profesor de medicina alemán (f. 1950).
- 1903: Paul Mantz, aviador y coleccionista de aeronaves estadounidense (f. 1965).
- 1902: Carlos Manuel Cox, abogado, economista y político peruano (f. 1986).
- 1905: Karl Amadeus Hartmann, compositor alemán (f. 1963).

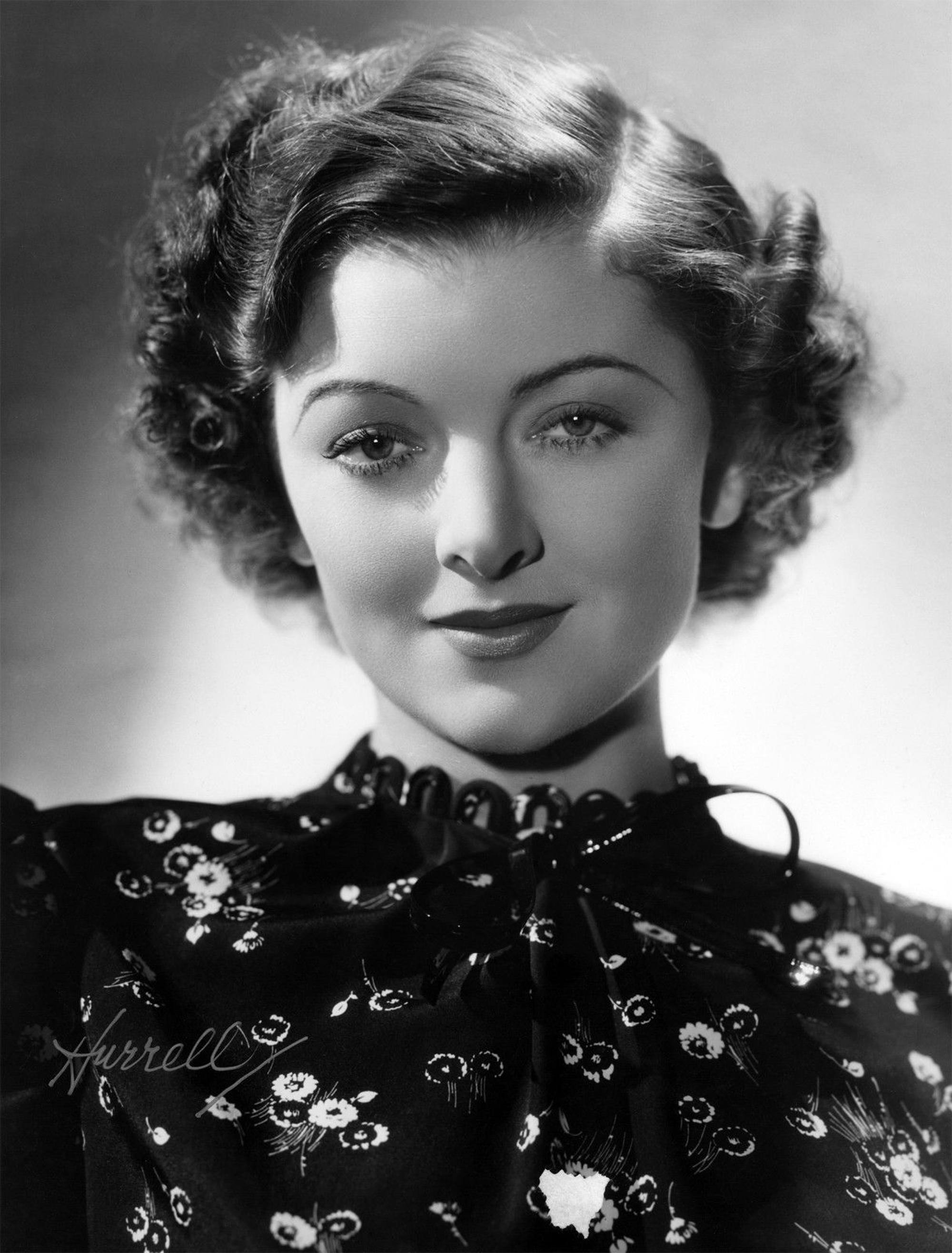
Myrna Loy

- 1905: Myrna Loy, actriz estadounidense (f. 1993).
- 1906: Juan Leopoldo, príncipe heredero de Sajonia-Coburgo-Gotha (f. 1972).
- 1907: Klaus Riedel, ingeniero aeroespacial alemán (f. 1944).
- 1907: Stepán Suprún, aviador militar soviético (f. 1941).
- 1909: Wu Yin, actriz china (f. 1991).
- 1910: Fernando Aranda Grúas, piloto de motociclismo español (f. 2002).
- 1913: Joaquín Ruiz-Giménez Cortés, catedrático, político y abogado español (f. 2009).
- 1914: María de los Ángeles Santana, actriz cubana (f. 2011).
- 1914: Fay Crocker, golfista uruguaya (f. 1983).
- 1917: Juan Iglesias Santos, jurista español (f. 2003).
- 1920: Bill Scott, actor de voz estadounidense (f. 1985).
- 1920: Alice Faber Tryon, botánica, y pteridóloga estadounidense (f. 2009).
- 1922: Jordi Sabater Pi, científico español (f. 2009).
- 1923: Shimon Peres, estadista y escritor israelí, presidente de Israel entre 2007 y 2014 (f. 2016).
- 1924: Javier Arias Stella, científico y político peruano (f. 2020).
- 1924: James Baldwin, escritor y activista antiapartheid afroestadounidense (f. 1987).
- 1924: Ángel Luis Bienvenida, torero español (f. 2007).
- 1924: Chivirico Dávila, cantante puertorriqueño (f. 1994).
- 1924: Carroll O'Connor, actor estadounidense (f. 2001).
- 1924: Viktor Ivanov, pintor ruso
- 1925: Jorge Rafael Videla, militar y dictador argentino (f. 2013).
- 1926: Ángel Muñiz Alique, escultor español.
- 1926: George Habash, político y pediatra palestino (f. 2008).
- 1928: Katsutoshi Nagasawa, compositor japonés (f. 2008).
- 1929: José Afonso, compositor y músico portugués (f. 1987).

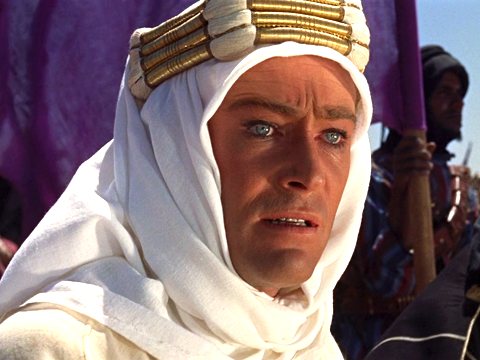
Peter O'Toole en 1962.

- 1932: Peter O'Toole, actor británico (f. 2013).
- 1933: Tom Bell, actor británico (f. 2006).
- 1934: Valeri Bikovski, cosmonauta soviético.
- 1935: Betty Brosmer, modelo estadounidense.
- 1936: Jean-Claude Bernardet, actor, cineasta y guionista belga-brasileño (f. 2025).
- 1937: María Duval, actriz y cantante mexicana.
- 1937: Garth Hudson, músico canadiense, de la banda The Band.
- 1937: Gundula Janowitz, soprano alemana.
- 1939: Wes Craven, guionista y cineasta estadounidense (f. 2015).
- 1939: John W. Snow, doctor en filosofía y abogado estadounidense.
- 1940: Hans-Joachim Lange, regatista alemán.
- 1941: Ahmed Djebbar, matemático, historiador de la ciencia, académico, escritor y funcionario argelino.
- 1941: Jules Hoffmann, biólogo franco-luxemburgués, premio nobel de fisiología o medicina en 2011.
- 1942: Isabel Allende, escritora chilena.
- 1942: Leo Beenhakker, futbolista y entrenador neerlandés (f. 2025).
- 1942: Louis Falco, coreógrafo estadounidense (f. 1993).
- 1942: Juan Formell, músico, bajista, compositor y arreglista cubano, director de orquesta de Los Van Van (f. 2014).
- 1942: Ilija Pantelić, jugador y entrenador de fútbol bosnio (f. 2014).
- 1943: Jorge Corona, actor y humorista argentino.
- 1943: Max Wright, actor estadounidense (f. 2019).
- 1943: Jorge Corona, actor y humorista argentino.
- 1944: Talina Fernández, actriz, presentadora de televisión y periodista mexicana (f. 2023).
- 1944: Susan Denberg, modelo y actriz germano-austríaca.
- 1945: Joanna Cassidy, actriz estadounidense de cine y televisión.
- 1947: Wilson Aragón, empresario y político peruano (f. 2025).
- 1947: Mempo Giardinelli, escritor y periodista argentino.

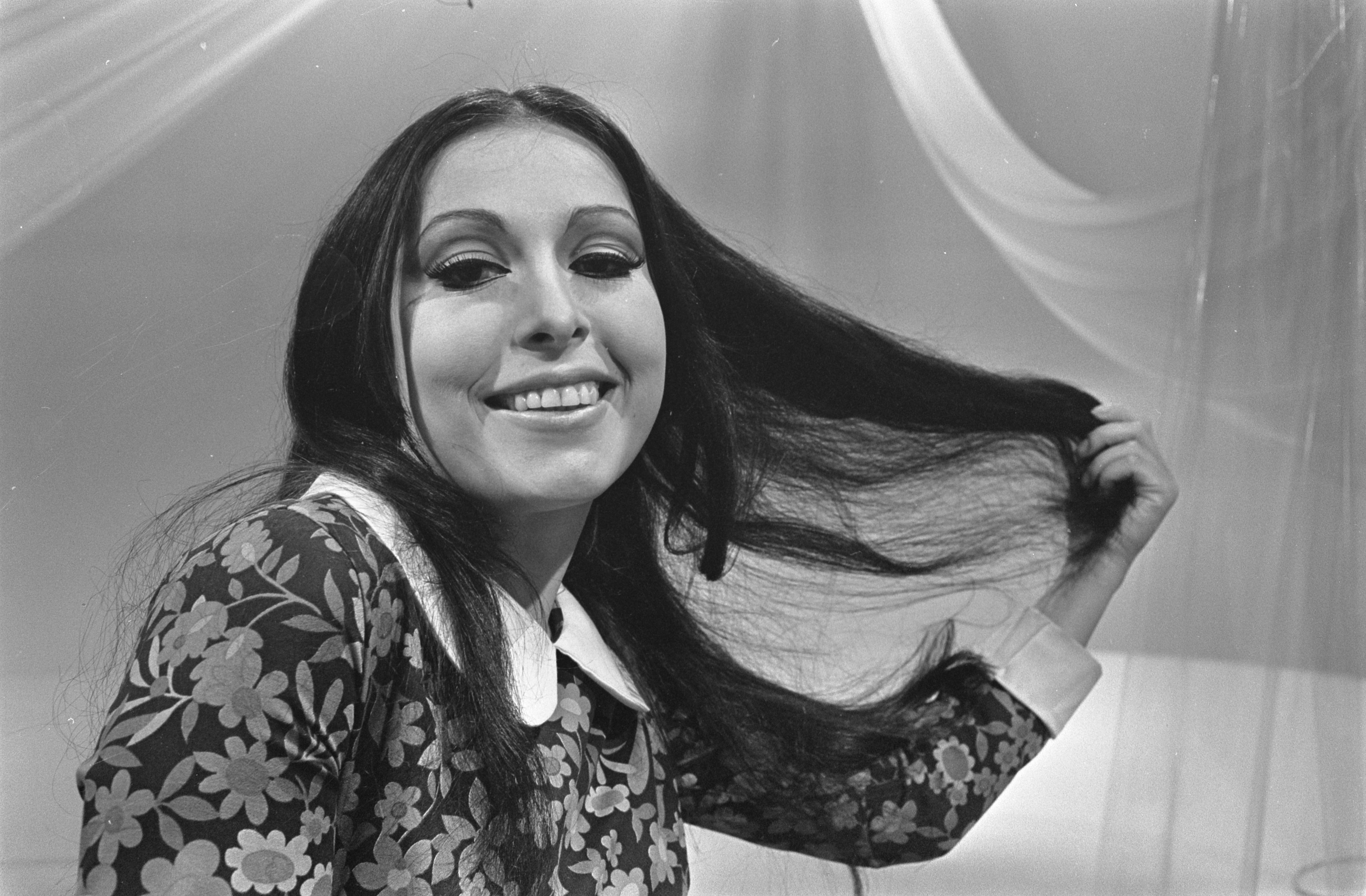
La cantante Massiel en 1968.

- 1947: Massiel (María de los Ángeles Santamaría), cantante española.
- 1947: Leon Narbey, director de fotografía neozelandés.
- 1948: Peter McLaren, pedagogo canadiense.
- 1949: Mirta Noemí Martínez, militante montonera argentina desaparecida en 1977.
- 1951: Joe Lynn Turner, cantante estadounidense, de las bandas Deep Purple y Rainbow.
- 1952: Alain Giresse, jugador y entrenador francés de fútbol.
- 1953: Butch Patrick, actor estadounidense.
- 1953: Manuel Manquiña, actor español.
- 1954: Enrique Saura, futbolista español.
- 1956: Ángel Arroyo, ciclista español.
- 1956: Andrew Blackman, actor australiano.
- 1956: Mike Davis, baloncestista estadounidense.
- 1956: Isabel Pantoja, cantante española.
- 1957: Mojo Nixon, músico estadounidense.
- 1957: Butch Vig, músico y productor musical estadounidense de bandas como Nirvana o Garbage.
- 1958: Shō Hayami, seiyū japonés.
- 1960: José Atarés Martínez, político español (f. 2013).
- 1960: Paulina Nin de Cardona, presentadora de televisión chilena.
- 1960: Olivier Gruner, actor francés.
- 1960: Neal Morse, músico estadounidense, de las bandas Spock's Beard y Transatlantic.
- 1961: Cui Jian, cantante, compositor y músico chino.
- 1962: José Antonio Sanahuja, politólogo español.
- 1963: Tania Tinoco, periodista y presentadora de noticias ecuatoriana (f. 2022).
- 1963: Fungai Mwarowa, escultor zimbabuense

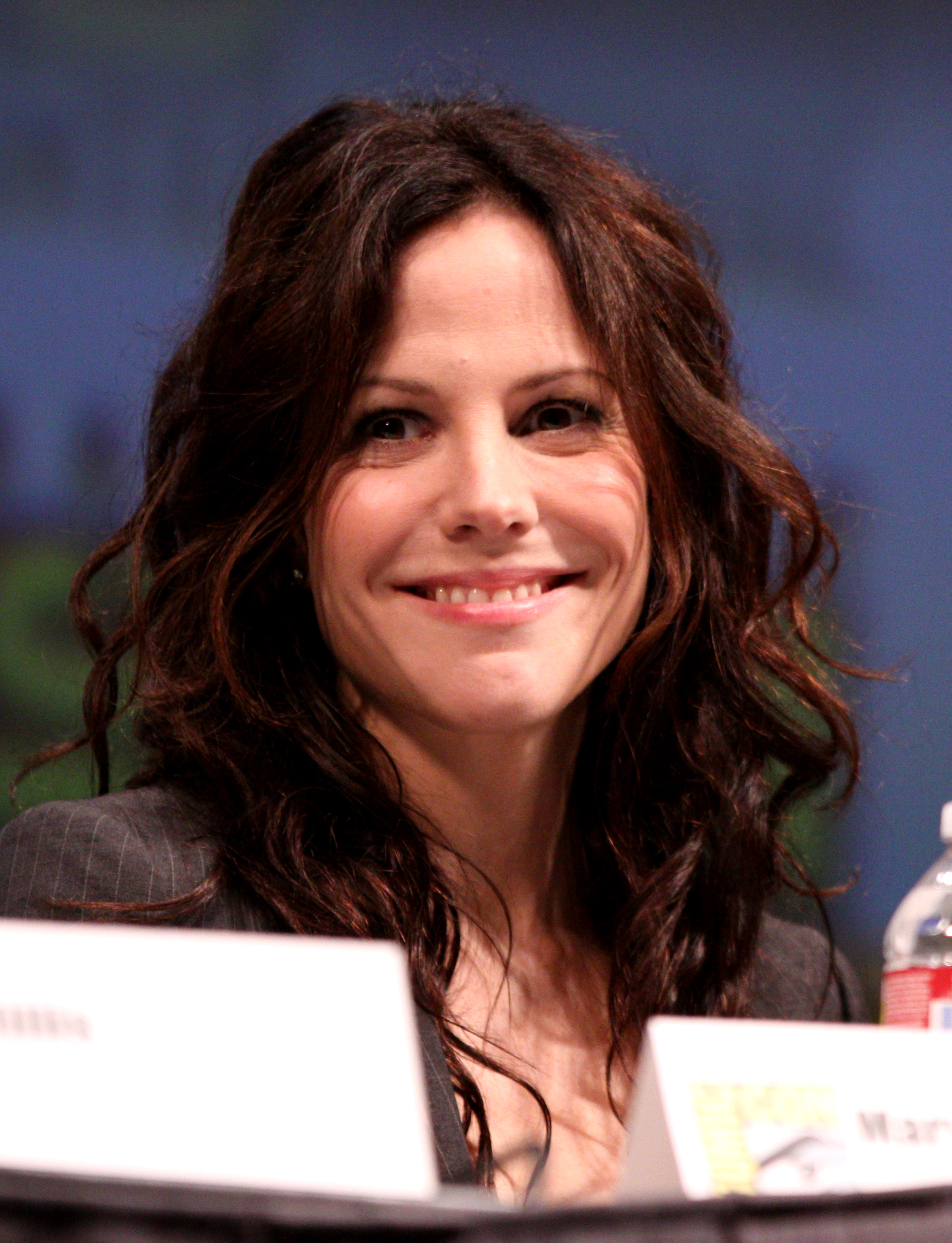
Mary-Louise Parker.

- 1964: Mary-Louise Parker, actriz estadounidense.
- 1964: Frank Biela, piloto de automovilismo alemán.
- 1966: Javier Corral Jurado, político mexicano.
- 1967: Rodrigo Cuadra, crítico de cine y músico chileno.
- 1967: Željka Cvijanović, política serbobosnia, Miembro serbio de la Presidencia de Bosnia y Herzegovina desde 2022.
- 1967: Philippa Schuyler, pianista, compositora, autora y periodista estadounidense (f. 1967).
- 1968: Stefan Effenberg, futbolista alemán.
- 1968: Russell Latapy, futbolista trinitense.
- 1968: Hugh Urban, profesor de estudios religiosos estadounidense.
- 1969: Fernando Couto, futbolista portugués.
- 1969: Angélica Rivera, actriz y primera dama mexicana.
- 1969: María Pilar Alía, política española.
- 1970: Kevin Smith, cineasta estadounidense.
- 1971: Michael Hughes, futbolista británico.

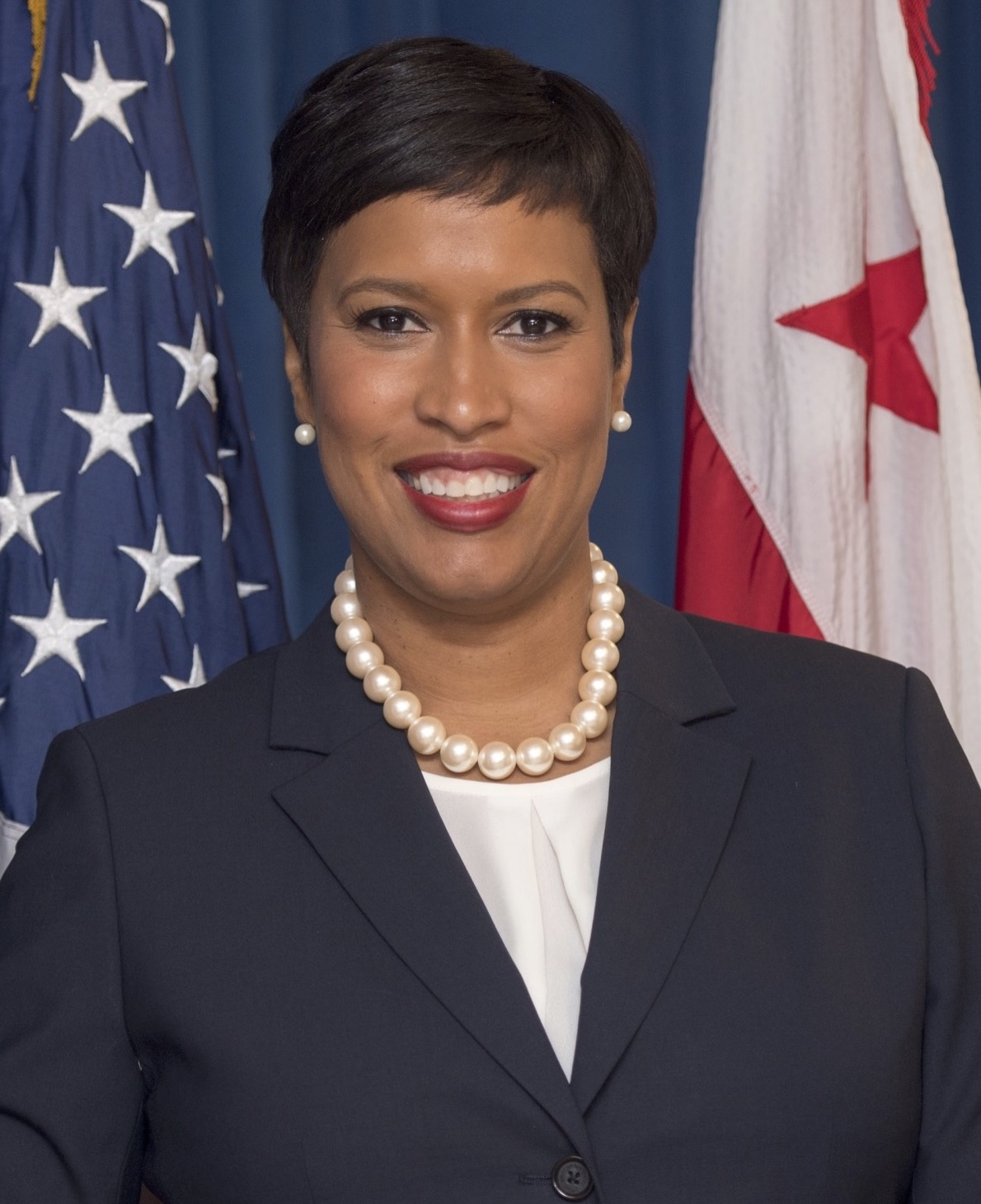
Muriel Bowser

- 1972: Federico Méndez, jugador argentino de rugby.
- 1972: Daniele Nardello, ciclista italiano.
- 1972: La Bruja Salguero (María de los Ángeles Salguero), cantante folclórica argentina.
- 1972: Justyna Steczkowska, cantante polaca.
- 1972: Mohamed Al-Deayea, futbolista saudí.
- 1972: Antonio Puche, futbolista y entrenador español.
- 1972: Muriel Bowser, política estadounidense.
- 1972: Gustavo Hasbún, periodista y político chileno.
- 1972: Jacinda Barrett, modelo y actriz australiana.
- 1973: Jiří Zídek, baloncestista checo.
- 1973: José Luis Morales Martín, futbolista español.
- 1973: Cho Jin-ho, futbolista surcoreano (f. 2017).
- 1974: Angie Cepeda, actriz colombiana.
- 1974: Jaume Comas, baloncestista español.
- 1975: José Fleurquín, futbolista uruguayo.
- 1975: Xu Huaiwen, jugadora china de bádminton, nacionalizada alemana.
- 1975: Isabel Macedo, actriz argentina.
- 1975: Mineiro, futbolista brasileño.
- 1975: Íngrid Rubio, actriz española.
- 1976: Reyes Estévez, atleta español.
- 1976: Kati Wilhelm, atleta alemana.
- 1976: Sam Worthington, actor australiano.
- 1977: Edward Furlong, actor estadounidense.
- 1977: Amada Rosa Pérez, actriz y modelo colombiana.
- 1977: Alejandro Amaya, torero mexicano.
- 1977: Ziyad Tariq, futbolista iraquí.
- 1978: Goran Gavrančić, futbolista serbio.
- 1978: Deividas Šemberas, futbolista lituano.
- 1978: Seimata Chilia, futbolista vanuatuense
- 1979: Andrea Arístegui, periodista chilena.
- 1979: Hitoshi Sogahata, futbolista japonés.
- 1979: Begoña Carrasco, política española.
- 1979: Samo Udrih, baloncestista esloveno.
- 1979: Susanne Bormann, actriz alemana.
- 1979: Rubén Sanz, actor, modelo y presentador español.
- 1980: Ivica Banović, futbolista croata.
- 1980: Nadia Bjorlin, actriz estadounidense.
- 1980: Juanjo Camacho, futbolista español.
- 1981: Gen Padova, actriz pornográfica estadounidense.
- 1981: Morris Finley, baloncestista estadounidense.
- 1981: Sonia Bejarano, atleta española.
- 1982: Hélder Postiga, futbolista portugués.
- 1982: Ahmed Ali, futbolista iraquí.
- 1982: Satoshi Nagano, futbolista japonés.
- 1982: Claudio Calmet, actor y comunicador peruano.
- 1983: Michel Bastos, futbolista brasileño.
- 1983: Jasur Hasanov, futbolista uzbeko.
- 1984: Giampaolo Pazzini, futbolista italiano.
- 1984: Adelheid Morath, ciclista alemana.
- 1984: J. D. Vance, político estadounidense, Vicepresidente de los Estados Unidos desde 2025.
- 1984: Nilla Fischer, futbolista sueca.
- 1984: Sophie Polkamp, jugadora de hockey sobre césped neerlandesa.
- 1984: Ricardo Teixeira, piloto de automovilismo angoleño-portugués.
- 1985: Jimmy Briand, futbolista francés.
- 1985: Harry Smith, luchador profesional estadounidense.
- 1985: Marion Reimers, periodista y presentadora mexicana.
- 1986: Ryōta Ōsaka, seiyū japonés.
- 1986: Wanderley de Jesus Sousa, futbolista brasileño.
- 1986: Yōjirō Takahagi, futbolista japonés.
- 1988: Osmariel Villalobos, comunicadora social, modelo, presentadora de televisión y actriz venezolana.
- 1988: Àlex Granell, futbolista español.
- 1988: Masatoshi Mihara, futbolista japonés.
- 1988: Katsumi Yusa, futbolista japonés.
- 1988: Valent Sinković, remero croata.
- 1988: Ilija Abutović, balonmanista serbio.
- 1988: Denise Faro, cantante, actriz y bailarina italiana.
- 1988: RinRin Doll, modelo y videobloguera estadounidense.
- 1989: Jonas Blue, compositor y productor inglés.
- 1989: Matteo Trentin, ciclista italiano.
- 1990: Matías Mier, futbolista uruguayo.
- 1990: Denis Rusu, futbolista moldavo.
- 1990: Viviane Orth, modelo brasileña.
- 1990: Garrett Reynolds, ciclista estadounidense.
- 1990: Matthew Sampson, jinete británico.
- 1990: Vitalia Diachenko, tenista rusa.
- 1991: José Ramón Barreto, actor y cantante venezolano.
- 1991: Hikaru Mizuno, futbolista japonés.
- 1991: Takuya Sugai, futbolista japonés.
- 1991: Giuseppe Fonzi, ciclista italiano.
- 1992: Charli XCX (Charlotte Emma Aitchison), cantante y compositora británica.
- 1992: Raúl Marcelo Santos, futbolista hondureño.
- 1993: Pablo Pérez Rodríguez, futbolista español.
- 1993: David González Gómez, futbolista español.
- 1993: Jaromír Zmrhal, futbolista checo.
- 1993: Cassidy Gifford, actriz y modelo estadounidense.
- 1993: Joey Florez, erudito y crítico cultural estadounidense.
- 1993: Cassidy Gifford, modelo y actriz estadounidense.

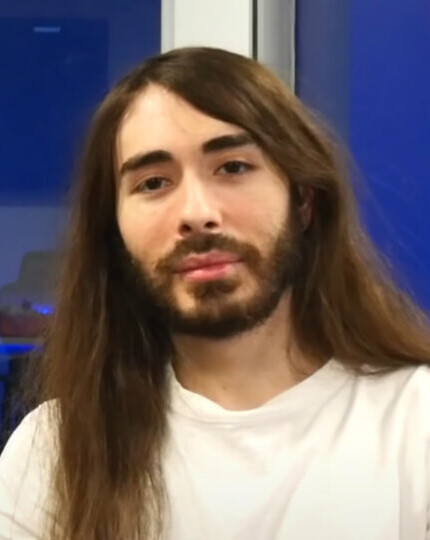
Cr1TiKaL

- 1994: Emil Krafth, futbolista sueco.
- 1994: Bruno Mendes, futbolista brasileño.
- 1994: Kazuki Kozuka, futbolista japonés.
- 1994: Cr1TiKaL, youtuber estadounidense.
- 1994: Eider Merino, ciclista español.
- 1995: Jordi Calavera, futbolista español.
- 1995: Nicolás Samayoa, futbolista guatemalteco.
- 1995: Kristaps Porziņģis, baloncestista letón.
- 1996: Nicholas Hagen, futbolista guatemalteco.
- 1996: Guzmán Corujo, futbolista uruguayo.
- 1996: Mario Jacobo, futbolista salvadoreño.
- 1996: Simone Manuel, nadadora estadounidense.
- 1996: Nina Hoffmann, ciclista alemana.
- 1997: Ivan Šaponjić, futbolista serbio.
- 1997: Austin Theory, luchador profesional estadounidense.
- 1997: Samuel Rodríguez Ramos, baloncestista español.
- 1997: Klara Apotekar, yudoca eslovena.
- 1997: Hilmar Leon Jakobsen, futbolista feroés.
- 1997: Raya Yebali, atleta tunecino.
- 1997: Clément Berthet, ciclista francés.
- 1997: Enrico Zanoncello, ciclista italiano.
- 1998: Kléber Augusto Caetano Leite Filho, futbolista brasileño.
- 1998: Léo Jabá, futbolista brasileño.
- 1998: Sophie Hansson, nadadora sueca.
- 1998: Giarnni Regini-Moran, gimnasta artística británico.
- 1999: Mark Lee, rapero, bailarín y cantante coreano-canadiense, integrante de los grupos NCT y SuperM.
- 1999: Anastasios Douvikas, futbolista griego.
- 1999: Joël Piroe, futbolista neerlandés.
- 1999: Augusto Aguirre, futbolista argentino.
- 1999: Mariya Sherstiuk, ciclista de montaña ucraniana.
- 2000: Aarón Molinas, futbolista argentino.
- 2000: Ibrahima Kebe, futbolista maliense.
- 2000: Varvara Grachova, tenista rusa.
- 2000: Mohammed Kudus, futbolista ghanés.
- 2000: Hailey Langland, snowboarder estadounidense.
- 2000: Casey Dawson, patinador de velocidad estadounidense.
- 2000: Rodrigo Ezequiel Herrera, futbolista argentino.
- 2000: Valiantsina Chymbar, atleta bielorrusa.
- 2002: Fran Miholjević, ciclista croata.
- 2006: Héctor Fort, futbolista español.

## Fallecimientos
- 257: Esteban I, papa romano entre 254 y 257 (n. 200).
- 640: Severino, papa romano en 640 (n. hacia 580).
- 686: Juan V, papa romano entre 685 y 686 (n. 620).
- 1058: Judit de Schweinfurt, aristócrata bávara, esposa del rey de Hungría (n. 1010).
- 1100: Guillermo II, rey inglés (n. 1056).
- 1205: Juana de Aza, beata española (n. 1135).
- 1316: Luis de Borgoña, rey tesalónico (n. 1297).

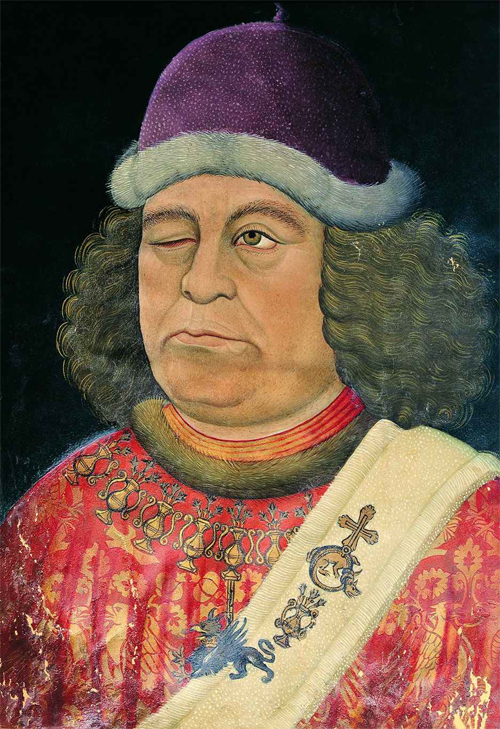
Osvaldo de Wolkenstein

- 1445: Oswald von Wolkenstein, poeta, compositor y diplomático austriaco (n. 1376).
- 1512: Alejandro Achillini, filósofo y médico italiano (n. 1463).
- 1589: Enrique III, rey francés (n. 1551).
- 1788: Thomas Gainsborough, pintor británico (n. 1727).
- 1799: Jacques-Étienne Montgolfier, inventor francés (n. 1740).
- 1806: Conrad Quensel, zoólogo, entomólogo y botánico sueco (n. 1767).
- 1823: Lazare Carnot, matemático y político francés (n. 1753).
- 1861: Sidney Herbert, político británico, aliado y consejero de Florence Nightingale (n. 1810).
- 1869: Juan Antonio Viedma Cano, periodista y poeta español (n. 1830).
- 1876: Wild Bill (James Butler Hickock), delincuente estadounidense (n. 1837).
- 1880: Juan Eugenio Hartzenbusch, escritor, dramaturgo, poeta, filólogo y crítico español (n. 1806).
- 1881: Marcus Clarke, escritor australiano (n. 1846).
- 1918: Martin Krause, pianista y compositor alemán (n. 1853).

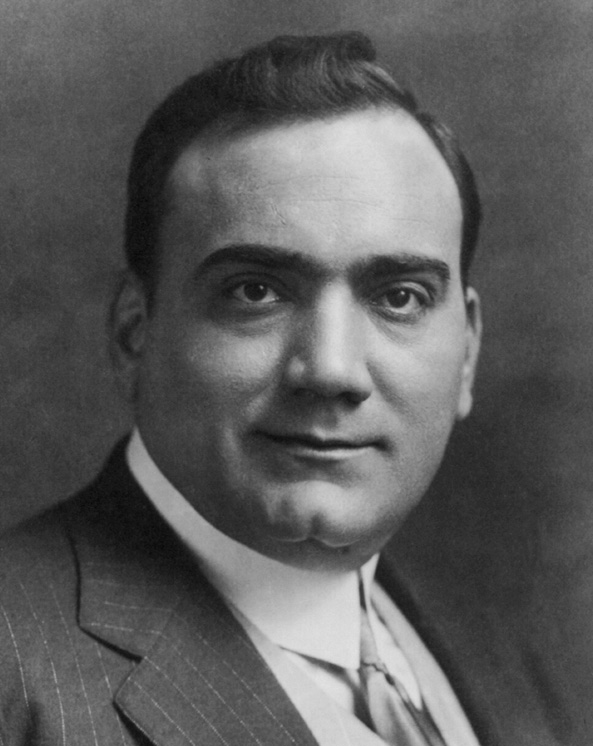
Enrico Caruso.

- 1921: Enrico Caruso, tenor italiano (n. 1873).
- 1922: Alexander Graham Bell, inventor británico (n. 1847).
- 1923: Warren G. Harding, político estadounidense, 29.º presidente (n. 1865).
- 1934: Paul von Hindenburg, militar y político alemán, presidente de la República de Weimar (n. 1847).
- 1935: Tirso Rodrigáñez y Sagasta, político español (n. 1853).
- 1936: Louis Blériot, piloto aviador francés (n. 1872).
- 1938: Yákov Yurovski, revolucionario ruso (n. 1878).
- 1942: Tatiana Marinenko, partisana soviética y Heroína de la Unión Soviética (n. 1920).
- 1945: Pietro Mascagni, compositor italiano de ópera (n. 1863).
- 1945: José Juan Tablada, poeta, periodista y diplomático mexicano (n. 1871).
- 1946: Andrey Andréievich Vlasov militar soviético (n. 1900).
- 1947: Tomás Berreta, presidente uruguayo (n. 1875).
- 1947: Juan Cabré, arqueólogo español (n. 1882).
- 1948: Héctor González González, abogado, político e intelectual mexicano (n. 1882).
- 1955: Justino Russolillo, religioso español (n. 1891).
- 1955: Ruperto de Baviera, militar alemán (n. 1869).
- 1964: José María Castro, músico argentino (n. 1892).
- 1964: Olga Desmond, bailarina y actriz prusiana (n. 1890).
- 1964: Carel Godin De Beaufort, piloto neerlandés de automovilismo (n. 1934).
- 1972: Paul Goodman, activista anarquista y escritor estadounidense (n. 1911).
- 1973: Jean-Pierre Melville, cineasta francés (n. 1917).
- 1976: Cecilia, cantante española (n. 1948).
- 1976: Fritz Lang, cineasta alemán (n. 1890).
- 1978: Carlos Chávez, compositor mexicano (n. 1899).
- 1979: Víctor Raúl Haya de la Torre, abogado, pensador y político peruano (n. 1895).
- 1980: Donald Ogden Stewart, escritor y guionista estadounidense (n. 1894).
- 1981: Delfo Cabrera, atleta argentino (n. 1919).
- 1982: Carlos Contreras Labarca, abogado y comunista chileno (n. 1899).
- 1983: James Jamerson, bajista estadounidense (n. 1936).
- 1984: Quirino Cristiani, director de animación y caricaturista argentino (n. 1896).
- 1988: Raymond Carver, escritor estadounidense (n. 1938).
- 1990: Adonias Filho, escritor brasileño (n. 1915).
- 1994: Hugo Soto, actor y artista argentino (n. 1953).
- 1994: Oscar Viale (62), actor, comediante, dramaturgo y guionista argentino; suicidio (n. 1932).
- 1996: Michel Debré, político francés (n. 1912).
- 1996: Obdulio Varela, futbolista uruguayo (n. 1917).
- 1997: William Burroughs, novelista, crítico social y ensayista estadounidense (n. 1914).
- 1997: Fela Kuti, músico nigeriano (n. 1938).
- 1997: Ricardo Muñoz Suay, cineasta español (n. 1917).
- 1998: Mapy Cortés, actriz y bailarina puertorriqueña (n. 1910).
- 1999: Alberto Gironella, pintor mexicano (n. 1929).
- 2004: Wilhelm Fresenius, científico alemán (n. 1914).
- 2004: José Omar "Pato" Pastoriza, futbolista y entrenador argentino (n. 1942).
- 2006: Luisel Ramos, modelo uruguaya víctima de la anorexia (n. 1984).
- 2007: Carmen Cerdeira, política española (n. 1958).
- 2008: Pérez Celis, pintor y escultor argentino (n. 1939).
- 2010: Xosé Luís de Dios, pintor español (n. 1943).
- 2010: José María Silvero, jugador y entrenador de fútbol argentino (n. 1931).
- 2011: Baruj Benacerraf, médico venezolano, premio Nobel de Medicina en 1980 (n. 1920).
- 2011: Héctor Damián Larroque, futbolista argentino (n. 1971).
- 2011: Ítalo Rossi, actor brasileño (n. 1931).
- 2011: José Sanchis Grau, historietista español (n. 1932).
- 2012: Floria Bloise, actriz argentina (n. 1929).
- 2012: Gabriel Horn, biólogo británico (n. 1927).
- 2012: Jimmy Jones, cantautor estadounidense (n. 1930).
- 2012: John Keegan, historiador británico (n. 1934).
- 2012: Mihaela Ursuleasa, pianista rumana (n. 1978).
- 2013: José G. Moreno de Alba, lingüista mexicano (n. 1940).
- 2015: Forrest Bird, aviador, inventor e ingeniero biomédico estadounidense (n. 1921).
- 2015: Sammy Cox, futbolista británico (n. 1924).
- 2015: Piet Fransen, futbolista neerlandés (n. 1936).
- 2016: David Huddleston, actor estadounidense (n. 1930).
- 2016: Franciszek Macharski, cardenal polaco (n. 1927).
- 2016: Juan Carlos Mesa, humorista argentino (n. 1930).
- 2016: Ahmed H. Zewail, químico egipcio–estadounidense, premio Nobel de Química en 1999 (n. 1946).
- 2018: Armand de Las Cuevas, ciclista francés (n. 1968).
- 2019: Gabriel Muñoz López, fue un locutor colombiano, pionero de la radio colombiana de la década de 1940, narrador de fútbol y conductor del programa Así canta Colombia. (n. 1927).
- 2020: Leon Fleisher, pianista y director de orquesta estadounidense (n. 1928).
- 2021: Lilia Aragón, actriz y política mexicana (n. 1938).
- 2021: Elias John Kwandikwa, político tanzano (n. 1966)

## Celebraciones
Compartidas
- Organización Mundial de la Salud:
  - Semana Mundial de la Lactancia Materna.
Se celebra del 1 al 7 de agosto desde 1992 y fue establecida en ese mismo año por la OMS, el Fondo de las Naciones Unidas para la Infancia (UNICEF) y en colaboración con la Alianza Mundial pro Lactancia Materna (WABA).

 Por países
(Por orden alfabético)
- Argentina: 
  - Día Nacional del Trabajador Gastronómico.[2]
En conmemoración de la fecha de 1948 en la que se constituyó la Federación Obrera Argentina de la Industria Hotelera (FOAIH), hoy conocida como Unión de Trabajadores del Turismo, Hoteleros y Gastronómicos de la República Argentina (UTHGRA).[3]

- Estados Unidos: 
  - Día del Sándwich de Helado.[4]
(en inglés: National Ice Cream Sandwich Day).
  - Día de la Mostaza.[5]
(en inglés: National Mustard Day).
  - Día del Libro para Colorear.[6]
(en inglés: National Coloring Book Day).

- Guatemala: 
  - Día de la Dignidad Nacional.

- Perú: 
  - Día del Cajón Peruano.

- Rusia: 
  - Día de las Tropas Aerotransportadas.[7]

### Santoral católico

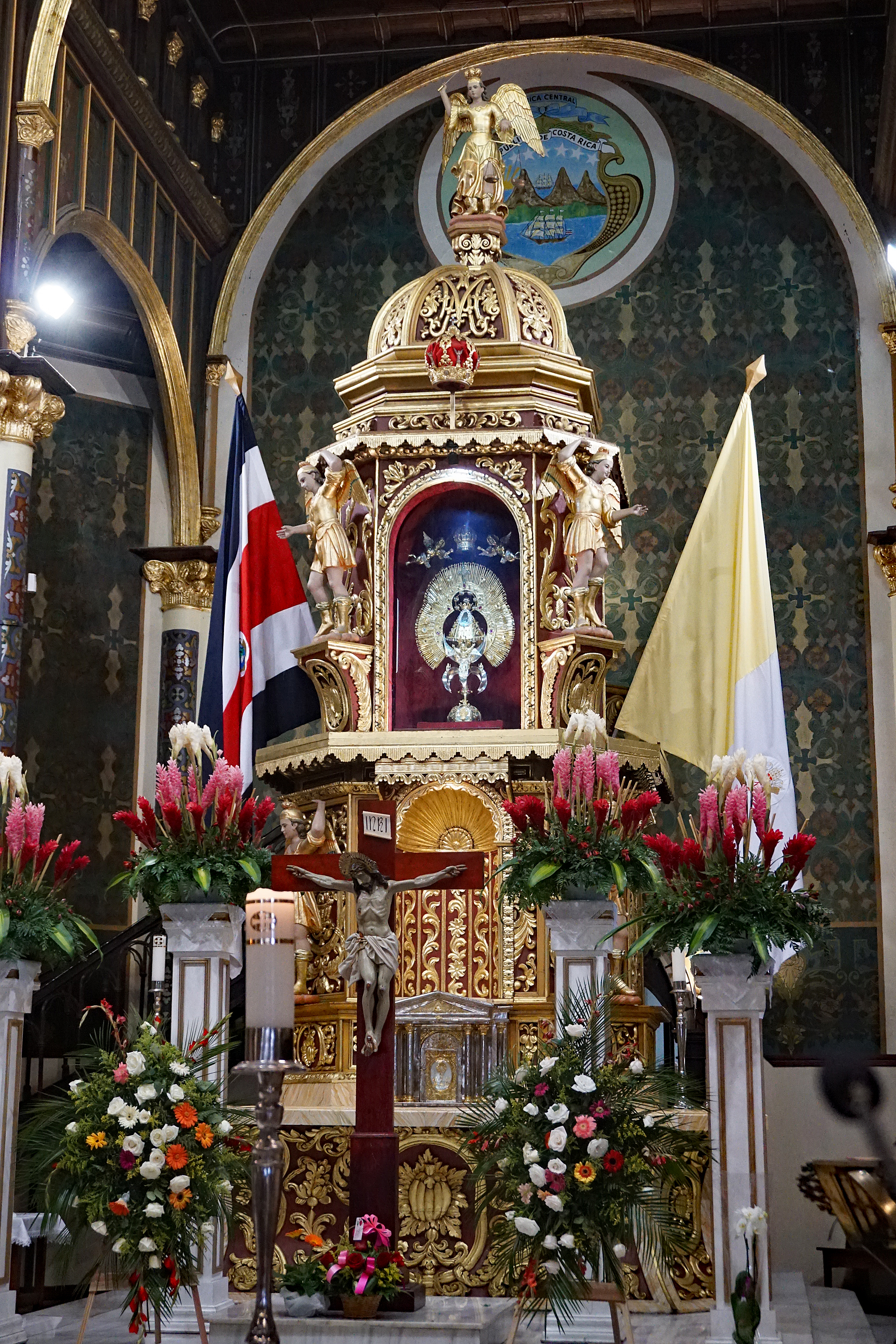
Nuestra Señora de los Ángeles, Virgen Patrona de Costa Rica, en el altar de la Basílica de Nuestra Señora de los Ángeles, Cartago.

Festejo del día: Nuestra Señora de los Ángeles.(imagen ilustrativa).
- San Pedro Julián Eymard, presbítero (1868).
- San Rutilio de África, mártir (c. 212).[8]
- San Esteban I, papa (257).[8]
- Santa Centolla de Burgos, mártir.[8]
- San Máximo de Padua, obispo (s. III/IV).[8]
- San Eusebio de Vercelli, obispo (371).[8][9]
- San Sereno de Marsella, obispo (601).[8]
- San Betario de Carnuto, obispo (c. 623).[8]
- San Pedro de Osma, obispo (1109).[8]
- Beata Juana de Caleruega (siglo XIII).[8]
- Beatos Felipe de Jesús Munárriz Azcona, Juan Díaz Nosti y Leoncio Pérez Ramos, presbíteros y mártires (1936).
- Beato Ceferino Giménez Malla, mártir (1936).
- Beato Francisco Calvo Burillo, presbítero y mártir (1936).[8]
- Beato Francisco  Tomás Serer, presbítero y mártir (1936).[8]

 Por países
(Por orden alfabético)
- Costa Rica: 
  - Día de la Virgen de los Ángeles, patrona de Costa Rica.[10]
En este país la imagen de la virgen -conocida como "La Negrita"- es venerada en la Basílica de Nuestra Señora de los Ángeles en Cartago. Cada año, miles de costarricenses realizan la "Rompida", una peregrinación a pie desde distintos puntos del país hasta la basílica, para agradecer o pedir favores a la Virgen.

- Ciudad del Vaticano:
  - La Iglesia Católica celebra en este día a la Santa María de Los Ángeles,[8]a partir del mediodía del día anterior, el "Perdono di Assisi", la indulgencia plenaria relacionada con San Francisco de Asís en la Porziuncola que los fieles pueden obtener siguiendo las condiciones canónicas específicas.[11]